# Slovenian Girl
Slovenian Girl (orig. Slovenka) è un film del 2009 diretto da Damjan Kozole. Il film è stato presentato al Toronto International Film Festival ed è uscito in oltre 30 paesi, negli Stati Uniti con il nome di "A Call Girl". La protagonista, Nina Ivanišin, è stata premiata come miglior attrice alla "Mostra di Valencia 2009 e al Festival de cinéma européen des Arcs, sempre nel 2009, mentre il film è risultato vincitore al Girona Film Festival del 2012.
Il film è uscito nelle sale slovene il 1º ottobre 2009

## Trama
Aleksandra (Nina Ivanišin) è una ragazza ventitreenne studente d'inglese, residente in un piccolo paesino sloveno. Un po' bugiarda e ladruncola, di nascosto da tutti, si guadagna da vivere prostituendosi sotto il nome di Slovenka. Il suo sogno è fuggire dalla banalità della piccola cittadina e andare a vivere in una grande città. Il suo lavoro clandestino però la porta a pericolosi incontri con delinquenti locali.

## Premi
- Premio al Miglior film al Girona Film Festival, Spagna
- Premio alla Miglior attrice del 2009 alla Mostra di Valencia, Spagna.
- Premio alla Miglior attrice del 2009 Les Arcs European Film Festival, Francia.